# Жизнь парней 4
«Жизнь парней 4» (англ. Boys Life 4: Four Play) — сборник из четырёх короткометражных фильмов, объединённых темой однополой любви между мужчинами.

## Содержание
Долговременные отношения (англ. L.T.R.)
- Режиссёр — Филлип Дж. Бартелл
- В ролях: Коул Уильямс — (Майкл), Уэстон Мюллер (Ралли)
- Год выхода: 2002
- Страна:  США
- «Долговременные отношения» (англ.) на сайте Internet Movie Database

Майкл и Ралли рассказывают незримому собеседнику историю своих отношений. Прошло всего пять месяцев с того момента, когда парни впервые встретились, но они уже успели пройти путь от взаимного обожания до ненависти.
О, Америка (англ. O Beautiful)
- Режиссёр и сценарист — Алан Браун
- В ролях: Джей Гиллеспи, Дэвид Роджерс
- Год выхода: 2002
- Страна:  США
- «О, Америка» (англ.) на сайте Internet Movie Database

Парень возвращается на то место, где только что он принимал участие в избиении гея, для того чтобы помочь жертве. История принимает неожиданный оборот.
В 2002 году на Международном фестивале короткометражного кино в Палм-Спрингсе фильм победил в номинации «Кинематографист будущего».
Удар головой (англ. Bumping heads)
- Режиссёр и сценарист — Брайан Слоан
- В ролях: Крейг Честер, Андерсен Гебридж
- Год выхода: 2002
- Страна:  США
- «Удар головой» (англ.) на сайте Internet Movie Database

Два парня на вечеринке ударились головами, одному из них понадобилась медицинская помощь. Посещение больницы выливается в выяснение отношений.
Лифт идёт вверх (англ. This car up)
- Режиссёр  — Эрик Мюллер
- В ролях: Майкл Бут, Брент Дойл
- Год выхода: 2003
- Страна:  США
- «Лифт идёт вверх» (англ.) на сайте Internet Movie Database

Случайная встреча велосипедиста и бизнесмена. Через некоторое время оба мужчины понимают, что они посланы друг другу судьбой.

## Отзывы критиков
Дэйв Кер на странице издания The New York Times:

В то время как предыдущие сборники включали в себя шесть или семь короткометражных фильмов, «Жизнь парней 4» содержит всего четыре общей продолжительностью 87 минут, что делает данный сборник  более значительной и амбициозной работой по сравнению с предыдущими.
Оригинальный текст (англ.)While previous editions have had six or seven short films, Boys Life 4: Four Play requires only four titles for its 87-minute running time, a sign of how much more substantial and ambitious work in the field has become.